# 埃塞克斯 (加利福尼亞州聖貝納迪諾縣)
埃塞克斯（英語：Essex）是位於美國加利福尼亞州聖貝納迪諾縣的一個非建制地區。

## 地理
埃塞克斯的座標為34°44′01″N 115°14′42″W / 34.73361°N 115.24500°W，而該地的平均海拔高度為528米（即1732英尺）。